# Università di Aberystwyth
L'Università di Aberystwyth (in inglese: Aberystwyth University, in gallese: Prifysgol Aberystwyth) è un'università pubblica situata nell'omonima città di Aberystwyth in Galles. Fondata nel 1872 è stata dal 1894 sino al 2007 un istituto membro dell'Università del Galles, organizzazione fondata dalla stessa università di Aberystwyth assieme alle università di Bangor e di Cardiff.
È stata frequentata da Re Carlo III per imparare il Gallese prima della sua investitura a principe del Galles il 1º luglio 1969.

## Storia
Dal 1872, Aberystwyth è la prima istituzione universitaria in Galles ad offrire corsi di chimica, filologia comparata, lingua e letteratura inglese, lingua e letteratura francese, geografia, tedesco, greco, ebraico, arabo, siriano, sanscrito, persiano turco, storia, italiano, latino, logica e filosofia, matematica, scienze nazionali e astronomia. Il 9 luglio 1885, l'università viene parzialmente distrutta da un incendio le cui cause non sono mai state accertate. Dal 1919 diviene la prima università del Galles a tenere corsi esterni. Nel 1933 la hall dell'università viene distrutta, sempre a causa di un incendio.

## Struttura

### Dipartimenti
- Arte
- Business
- Fisica
- Geografia e scienze della Terra
- Informatica
- Legge e criminologia
- Letteratura inglese e scrittura creativa
- Lifelong Learning
- Lingua gallese
- Lingue moderne
- Matematica
- Politiche internazionali
- Psicologia
- Scienze biologiche, ambientali e agricole
- Storia e storia del Galles
- Studi di informazione
- Teatro, cinema e studi televisivi

### Campus
L'università di Aberystwyth ha due campus universitari che includono alcune strutture residenziali per gli studenti.

## Presidi
- 1872-1895, Henry Austin Bruce
- 1895-1913, Stuart Rendel
- 1913-1926, John Williams
- 1926-1944, Edmund Davies
- 1944-1954, Thomas Jones
- 1955-1964, David Hughes Parry
- 1964-1976, Ben Bowen Thomas
- 1977-1985, Cledwyn Hughes
- 1985-1997, Melvyn Rosser
- 1997-2007, Elystan Morgan
- dal 2007, Emyr Jones Parry